# Älvsbyn (Gemeinde)
Koordinaten: 65° 41′ N, 21° 0′ O

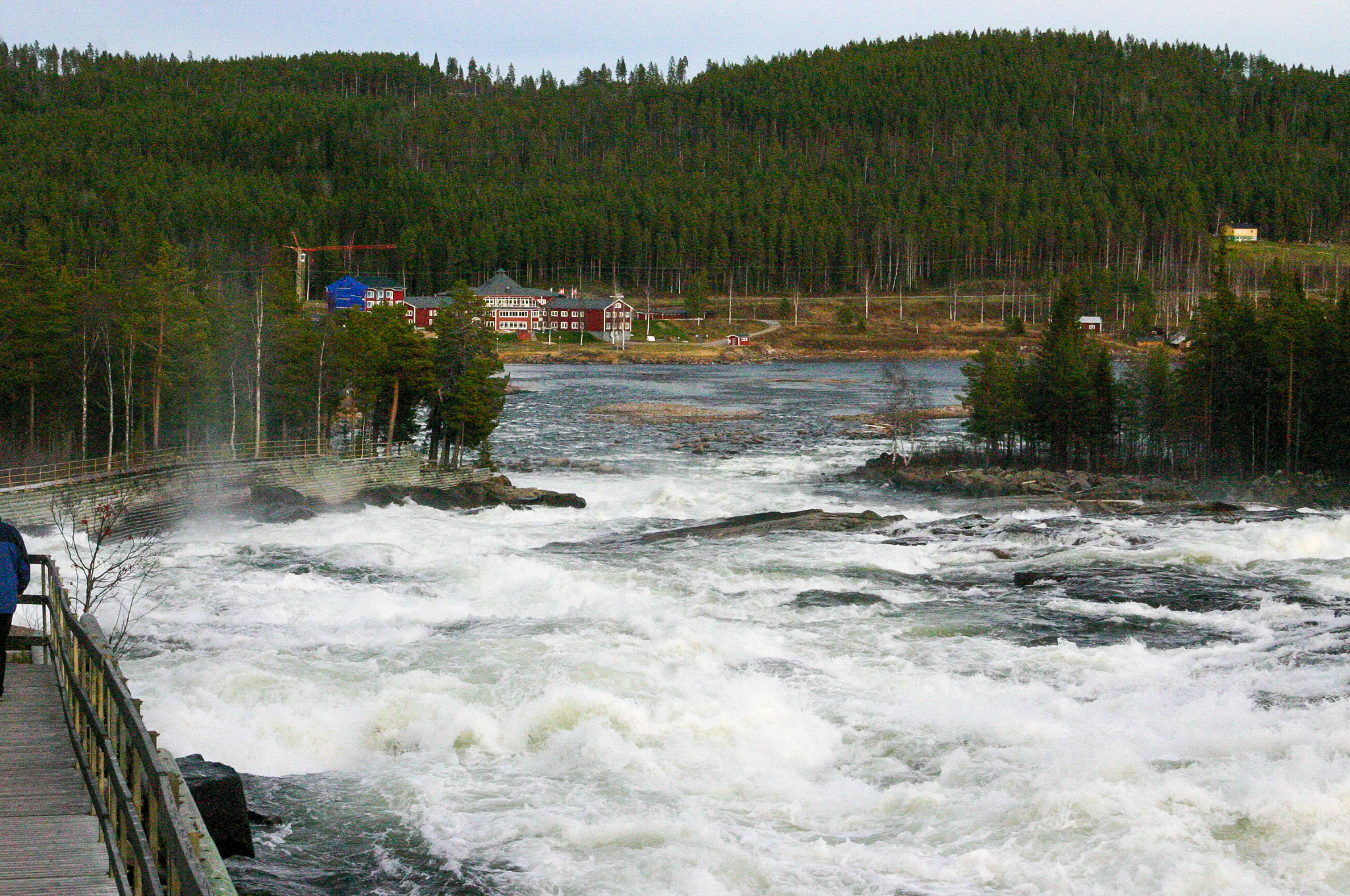
Storforsen

Älvsbyn ist eine Gemeinde (schwedisch: kommun) in der nordschwedischen Provinz Norrbottens län und der historischen Provinz Norrbotten.

## Geographie
Die Gemeinde Älvsbyn erstreckt sich etwa 60 Kilometer längs des Flusses Piteälven. Das Gebiet beiderseits des Flusstales ist hügelig und seenreich. Hauptort der Gemeinde ist Älvsbyn. Weitere Ortschaften sind Korsträsk, Vidsel, Vistheden sowie weitere kleinere Dörfer.

## Wirtschaft
Land- und vor allem Forstwirtschaft sind von gewisser Bedeutung in der Gemeinde. Im Hauptort der Gemeinde liegen zwei größere Industriebetriebe, AB Älvsbyhus und Polarbageriet AB. Bei Vidsel liegt ein militärisches Testgelände. Auch der Fremdenverkehr hat in den letzten Jahren an Bedeutung gewonnen. Ein beliebtes Ziel ist das Naturschutzgebiet Storforsen (Stromschnellen) am Lauf des Piteälven westlich von Vidsel.